# District de Fianarantsoa I
Le district de Fianarantsoa I est un ancien district de la région de Haute Matsiatra, situé dans le centre-sud de Madagascar.
Il est remplacé en 2007 par le district de Fianarantsoa, ainsi que la disparition du district de Fianarantsoa II.